# Льюис, Айзек Ньютон
Айзек Ньютон Льюис (англ. Isaac Newton Lewis) (12 октября 1858, Нью-Сейлем, штат Пенсильвания, США — 9 ноября 1931, Хобокен) — американский изобретатель, создатель знаменитого пулемёта Льюиса, офицер американской армии.
На самом деле Льюис только организовал производство и продажу. Конструктор и разработчик Сэмюэл Маклин. 
https://dzen.ru/a/XdBZK0BSKD_NxK1t

## Биография
В 1884 году окончил Военную академию США в городе Вест-Пойнт. В 1911 году Льюис стал начальником артиллерийской школы в форте «Монро», где получил признание в качестве специалиста по механике и электротехнике. Работал консультантом в компании Automatic Arms Company в штате Огайо. Уволился с армейской службы в звании полковника в 1913 году по состоянию здоровья.
В 1912 году запатентовал конструкцию собственного пулемёта, развив и усовершенствовав идею американского оружейного конструктора Сэмюэла Маклина. В ходе службы в вооруженных силах США Льюис неоднократно обращался с предложением по производству своего изобретения к командованию, но интереса к новому пулемёту не было. Тогда Льюис отправился в Бельгию. Предложение Льюиса о демонстрации его пулемёта было принято группой бельгийских предпринимателей. Пулемёт хорошо показал себя в деле, было подписано соглашение, согласно которому создавалась компания Armes Automatic Lewis для выпуска пулемётов Льюиса в Европе. Производство было налажено в Англии, на заводах Birmingham Small Arms. Пробные воздушные стрельбы показали  очевидность того, что пулемёт системы Льюиса являлся одним из лучших кандидатов на роль авиационного вооружения. Со временем производство расширилось. В 1915 году компания Savage Arms из США приобрела лицензию на выпуск пулемётов на своих производственных мощностях. Пулемёт поставлялся союзническим войскам во время Первой мировой войны.
К другим изобретениям Айзека Льюиса относятся секундомер, дальномер для береговых батарей; для авиационных вариантов пулемёта Льюиса им был изобретён прицел, учитывающий встречный поток воздуха и позволяющий стрелять намного точнее на высокой скорости; доработал верньер для его использования в береговой обороне; электрическое освещение автомобиля и системы электроосвещения с помощью ветряной мельницы.
В 1918 году Институтом Франклина награждён медалью Эллиота Крессона.
Скончался 9 ноября 1931 года от инфаркта миокарда в Хобокене.